# Baluk (Karangrejo)
Baluk is een bestuurslaag in het regentschap Magetan van de provincie Oost-Java, Indonesië. Baluk telt 1653 inwoners (volkstelling 2010).